# Niðafjöll
En la Mitología nórdica Niðafjöll (algunas veces latinizado como Nidafjöll, del nórdico antiguo, significa montañas oscuras), unas montañas al norte del inframundo de donde procede el dragón Níðhöggr; se le cita en el poema de la Edda poética Völuspá capítulos 37 y 66, con el sobrenombre de Niðvellir. Allí existe un palacio de oro que es la residencia de la familia de Sindri (los enanos). Pero existe un gazapo y malentendido muy común en el capítulo 37 de Völuspá que menciona un palacio llamado Sindri en Nidafjöll.
Según Snorri Sturluson, la buena y virtuosa gente habitará en este palacio tras el Ragnarök, sin tener en cuenta su localización en Helheim.